# بروس أيسنر
بروس أيسنر (بالإنجليزية: Bruce Eisner)‏ هو كاتب وعالم نفس أمريكي، ولد في 26 فبراير 1948 في بروكلين في الولايات المتحدة، وتوفي في 2013 في لاس فيغاس في الولايات المتحدة.